# Mayet (antic Egipte)
Mayet (també Miiut i Miit, que significa "el gat") és el nom d'una nena egípcia enterrada al temple mortuori del rei Mentuhotep II (que va regnar vers el 2061 aC - 2010 aC) a Deir el-Bahari. La seva tomba es va trobar intacte. Està en discussió la seva posició dins de la família reial de Mentuhotep II.
L'enterrament de Mayet va ser trobat el 1921 per una expedició nord-americana guiada per Herbert Eustis Winlock. El seu enterrament va ser descobert a la part posterior d'una estructura de columnes, al centre del complex. A la part posterior de l'estructura es van descobrir sis enterraments amb santuaris. Cinc d'aquests enterraments pertanyien a dones reials (Aixait, Henhenet, Kawit, Kemsit i Sadeh) ja que duien el títol d'Esposa del Rei. L'enterrament de Mayet va ser el sisè. Tanmateix, Mayet no porta cap títol associat en cap dels objectes que l'acompanyaven. El seu estatus en relació amb el rei i amb les altres dones continua sent un misteri. En general se suposa que era filla del rei ja que tenia uns cinc anys quan va morir.

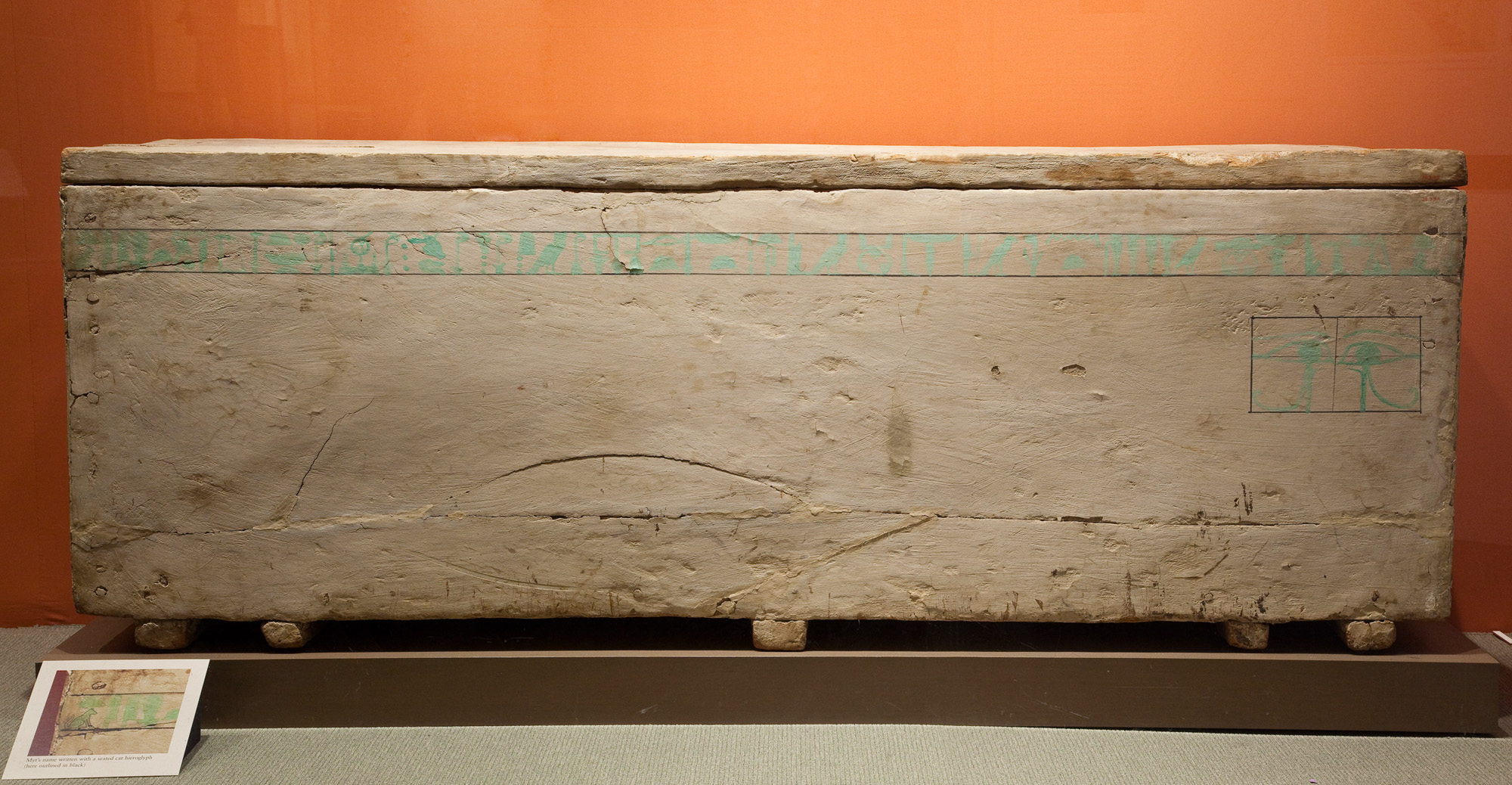
Exterior del sarcòfag de fusta de Mayet amb inscripcions votives en jeroglífics.

L'enterrament de Mayet es va trobar al fons d'un pou. Va ser col·locada en un conjunt de dos taüts. L'exterior era un sarcòfag fet de pedra calcària i inscrit amb senzilles inscripcions votives. Aquest sarcòfag era molt més gran del que es requeria, cosa que va suggerir que no estava destinat a ella, que la seva mort va ser inesperada i no se n'havia fet cap previsió. El taüt interior era de fusta i inscrit també amb fórmules votives senzilles. Aquest taüt també estava pensat per a una persona diferent ja que hi ha indicis que fan pensar que el nom es va modificar pel de Mayet. El cos de Mayet estava embolicat amb lli i adornat amb una màscara mortuòria. Al seu coll hi van trobar cinc collarets, alguns d'or i plata.